# 沙棘
沙棘（學名：Hippophae rhamnoides），或作海沙棘，是沙棘屬的一種帶有棘刺的落叶多年生小乔木或灌木。其种加词“rhamnoides”源于希腊语，意为“像鼠李的”。原產於亞洲和歐洲的溫帶、寒溫帶地區。沙棘可防風固沙，其果實可以食用或用來製作飲料，此外沙棘果在美容和藥用上也有價值。

## 形態

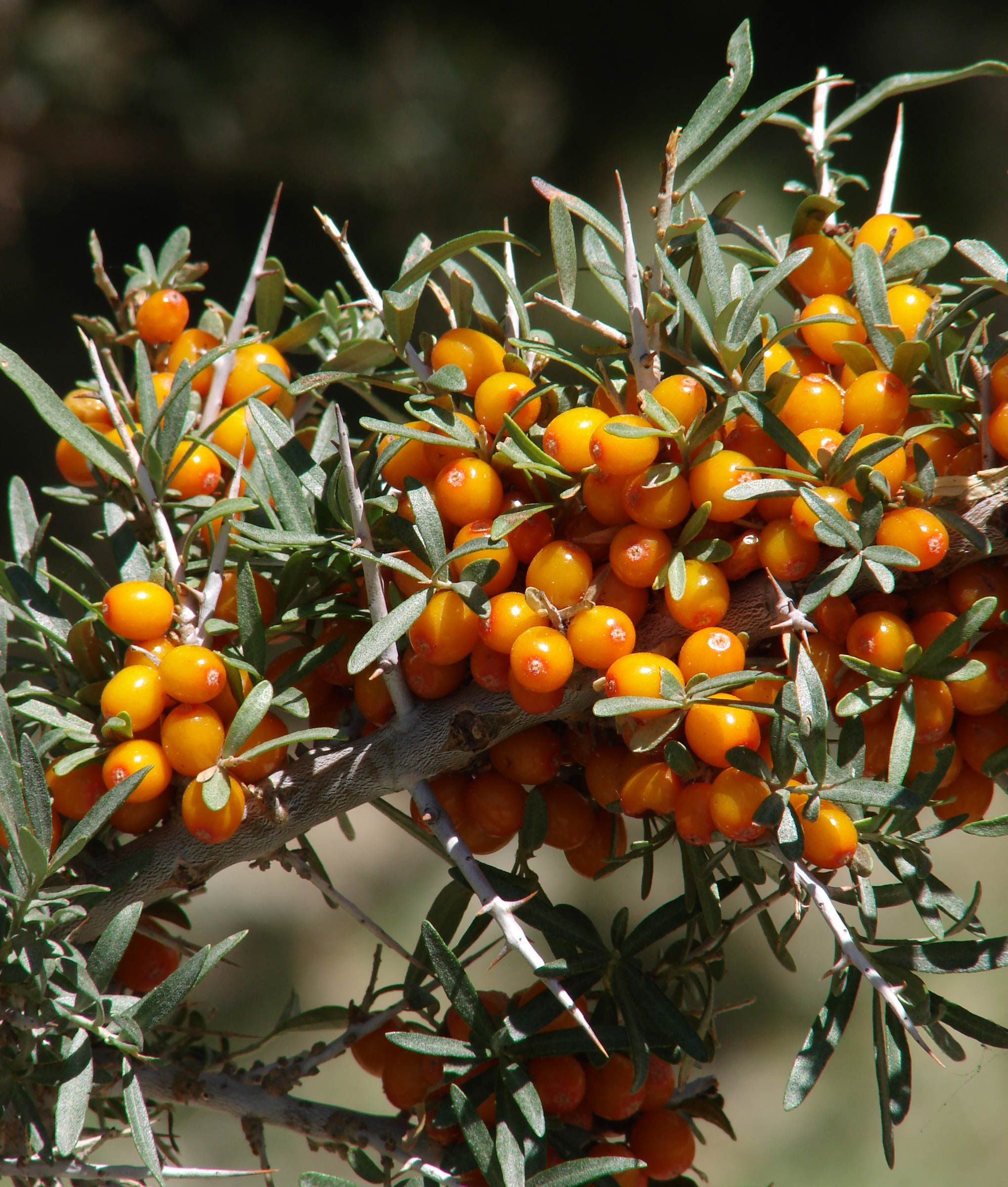
沙棘的棘刺和果實

作為一種落葉灌木，沙棘的高度在二米至四米之間，枝幹粗糙、外皮呈黑色，葉披針形。在種下三年後開花，雌雄異株，通過風來傳播種子。
單個果實重量在270至480毫克之間，富含維生素C、E、B12和類胡蘿蔔素、類黃酮和脂肪酸。

### 共生菌
沙棘的根系十分發達，而且當植株成長至一至兩年，其根會開始長出含弗兰克氏菌（Frankia，屬放線菌門）的固氮共生菌。因著這層關係，種植有沙棘的土壤都含豐富氮肥。共生菌的固氮活動速率並不固定，會受外間天氣或額外氮肥的施與而影響。